# Sidi M'Hamed Akhdim
Sidi M'Hamed Akhdim (àrab سيدي امحمد اخديم) és una comuna rural de la província d'El Jadida de la regió de Casablanca-Settat. Segons el cens de 2014 tenia una població total de 10.817 persones.